# 음성군의 지질

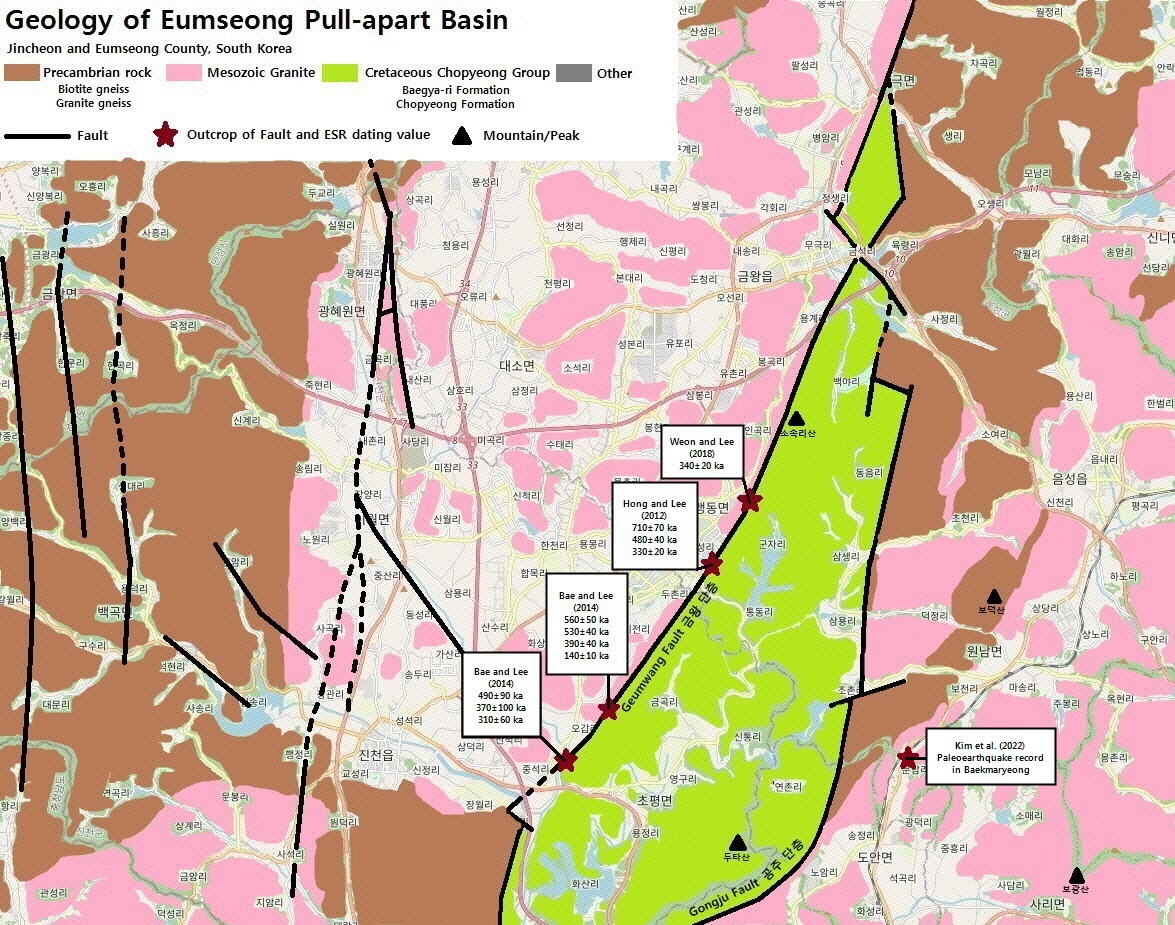
음성 분지와 금왕 단층, 음성군의 지질

본 문서에서는 충청북도 음성군의 지질과 음성 분지를 지나는 활성단층인 금왕 단층의 노두, 음성군의 금 광상인 무극광산과 광물과 지하자원에 대해 설명한다. 

## 개요
충청북도 음성군은 음성군 중앙을 관통하는 금왕 단층과 음성 분지를 경계로 하여 음성군 북서부는 경기 육괴에, 남동부는 옥천 습곡대에 해당한다. 음성군의 지질은 대부분 선캄브리아기 편마암과 중생대 쥐라기 대보 화강암으로 구성되며 옥천 습곡대에 해당하는 음성군 남동부 지역에는 옥천 누층군 계명산층이 일부 분포하고 금왕 단층의 활동으로 형성된 주향이동 분지인 음성 분지에는 중생대 백악기의 퇴적암 지층인 초평층군이 분포한다. 금왕 단층은 음성군 한가운데를 북북동-남남서 주향으로 관통하며 단층 노두에 대한 ESR 연대측정 결과는 약 14~71만년 전에 음성군 지역에서 금왕 단층이 활동했음을 지시한다. 음성군 금왕읍에는 금 광산인 무극광산이 있다. 
1:5만 지질도폭 상으로, 
- 안성 지질도폭(1989) 남동부 (삼성면 북서부)[2]
- 장호원 지질도폭(1989) 남동부 (감곡면, 생극면, 금왕읍 북부, 삼성면 북동부)[3]
- 진천 지질도폭(1980) 북동부 (삼성면 남서부, 대소면 서부)[4]
- 음성 지질도폭(1976) 중부 (삼성면 남동부, 맹동면, 대소면 동부, 금왕읍 남부, 음성읍, 원남면, 소이면 서부)[5]
- 충주 지질도폭(1965) 서부 (소이면 동부)[6]

에 해당한다. 

## 선캄브리아기편마암
경기 육괴의 일부인 선캄브리아기 편마암은 음성군 내에서 삼성면 북서부 백운산~마이산 산악 지대와 음성읍 서부에서 감곡면까지 금왕 단층의 동부를 따라 분포한다. 

### 호상 편마암
호상 편마암은 음성군 중부 지역에서 금왕 단층을 따라 단층 동부에서 오갑산(609 m), 감곡면, 원통산(655 m), 수리산(462 m), 수레의산(679 m), 생극면 남동부, 금왕읍 육령리, 부용산(642 m), 음성읍 서부, 보현산(476 m) 지역에 분포하며, 음성군 삼성면 북서부 백운산(345 m)~마이산(473 m) 지역에도 분포한다. 음성군 중부 지역에 분포하는 호상 편마암의 대부분은 두께 1 cm 정도의 무색 및 유색 광물층이 호층을 형성하는 호상 흑운모 편마암으로 구성되며 이외에 국지적으로 편암, 천매암, 점판암, 규암 등이 협재된다. 음성 지질도폭(1976)에 의하면 음성 분지 초평층군이 호상 편마암을 부정합으로 덮는다고 보고하였다. 음성군 북서부 지역의 호상 편마암 역시 호상 구조를 보이며 내부에 소규모 습곡 구조가 발달하고 안성시 지역으로 이어진다.

### 안구상 편마암
안구상 편마암은 음성군 삼성면 대사리와 마이산(473 m), 수레티고개(차현) 지역에 소규모 분포하며 편마암 내에 2~3 cm 크기의 안구상의 가리장석 반상변정이 발달한다.

## 옥천 누층군

### 계명산층
계명산층은 충주시 계명산을 표식지로 하여 충주시 용탄동에서 대소원면을 지나 괴산군 소수면과 음성군 소이면까지 이어지는 옥천 누층군의 변성퇴적암 지층으로 음성군 내에서는 소이면 동부 후미리, 충도리, 중동리, 갑산리, 국시산(415 m)~갑산~괴산군 불정면 지역에 분포한다. (암)회색 사암과 셰일이 변성된 계명산층은 흑운모 편마암, 석영편암으로 구성되며 규암과 결정질 석회암을 협재한다. 소이면 지역에서 지층의 주향은 북동 50°, 경사는 북서 60° 이며 이 방향을 따라 화강암과 규장암 등이 관입해 있다.

## 중생대쥐라기대보 화강암
대보 화강암은 중생대 쥐라기 대보 조산운동 시기에 관입한 화강암체로 음성군 내에서 음성 분지를 경계로 북서부와 남동부에 분리되어 분포한다. 
금왕 단층 북서부 삼성면, 대소면, 금왕읍, 생극면 지역에 분포하는 화강암은 지형적으로 저지대를 형성한다. 안성 지질도폭(1989)에 의하면 중~조립질이고 흑운모, 각섬석 등 유색 광물의 평행한 배열로 엽리 구조를 형성한다. 장호원 지질도폭(1989)에 의하면 각섬석을 포함하며 생극면 지역에서 선캄브리아기 호상 편마암과 백악기 초평층군과 금왕 단층으로 접촉하고 화강암 내에 석영반암, 페그마타이트, 반화강암(半花崗岩, aplite) 등의 암맥이 발달한다. 진천 지질도폭(1980)에 의하면 심한 풍화 작용으로 구릉상 지형을 형성하며 화강암 내에 남-북 방향의 규장암맥이 밀집 관입해 있다.
금왕 단층 남동부 원남면, 음성읍, 소이면 지역에 분포하는 화강암은 음성 지질도폭(1976)에서 세립 화강암, 중립 화강암, 조립편마상화강암, 반상 화강암 등 여러 종류로 구분되어 있는데 이들은 대체로 서로 점이적이며 옥천 누층군 계명산층을 관입해 일부를 포획하였다.

## 중생대백악기초평층군
초평층군(草坪層群, Chopyeong Group)은 음성 분지를 채우고 있는 중생대 백악기 퇴적암 지층으로 하부 초평층과 상부 백야리층으로 구분된다. 초평층군의 이름 자체는 진천군 초평면에서 유래되었으며 음성 분지를 따라 진천군 초평면에서 증평군 도안면 연촌리, 음성군 원남면 원남저수지, 음성읍 삼생리와 동음리, 맹동면 맹동저수지, 금왕읍 백야리, 칠성산(325 m), 용바위산(347 m) 지역까지 북북동-남남서 방향으로 길게 분포한다. 초평층군은 층리의 변화가 심한데 이는 경계 단층인 금왕 단층과 공주 단층의 활동으로 분지의 열개와 더불어 퇴적이 시작된 후 단속적인 단층 활동으로 인해 분지의 확장과 퇴적 작용이 반복하여 진행되었기 때문이다.

### 초평층
초평층(草坪層, Chopyeong Formation)은 적색 각력암과 적색 셰일 및 회색 역암과 회녹색 셰일로 구성되며 적색의 암석이 더 우세하다. 초평층은 북동 30° 방향의 축을 가진 습곡 작용을 받아 동일 시기의 층준을 추적하기 어렵다.

### 백야리층
백야리층(白也里層, Baegya-ri Formation)은 음성군 금왕읍 백야리를 표식지로 하여 음성 분지 북반부를 차지하고 초평층을 부정합으로 덮는 것으로 추정된다. 백야리층은 회색의 역암, 역질사암, 알코스질사암, 셰일 등으로 구성되며 적색 암상이 거의 없다. 음성군 맹동면 한티재의 암회색 셰일에서는 많은 연흔이 발견되었고 담회색 사암 중에서 사층리가 발견되었다. 셰일은 역질사암과 호층을 이루며 식물 화석을 함유한다. 백야리층의 두께는 약 300 m이다.

## 중생대백악기화성암

### 산성암맥
산성암맥은 음성군 전역에서 화강암과 편마암을 소규모 암맥 형태로 관입한다. 암맥은 석영반암, 규장암, 페그마타이트, 석영맥 등으로 구성된다. 진천군 광혜원면~음성군 대소면 경계 지역에서는 남-북 방향의 구조선을 따라 대보 화강암에 산성암맥이 관입해 있는데 그 연장은 5 km에 달한다. 음성군 원남면 구안리 지역에는 규장암맥이 관입해 있다.

### 중성암맥
중성암맥은 음성군 음성읍 용산리, 선지봉(569 m), 가섭산(709 m) 지역에 장석반암의 형태로 분포한다.

### 현무암, 안산암
음성군 원남면 조촌리, 삼용리, 금왕읍 육령리 일부 지역에는 현무암과 안산암의 암맥이 관입해 있다.

## 광산과 지하자원 (무극 광화대)
무극 광화대는 경기 육괴 내 음성 분지를 따라 중생대 대보 화강암 내 배태된 금-은 광상으로, 무극 광화대에 있는 10여 개의 함금은 석영맥을 따라 무극광산, 유일광산, 태극광산 등이 개발되어 왔다. 무극 광화대에서 금, 은 광화작용은 5~6회에 걸쳐 반복적으로 상승한 광화 용액에 의해 형성되었다. 무극 광화대에서는 순금 20톤과 순은 75톤이 생산되었다. 무극 광화대에서 열수변질대는 흑운모 화강암과 우백질 화강암을 모암으로 하여 석영맥 주변부를 따라 10 m 까지 발달한다.

### 무극광산
무극광산(無極鑛山, Mugeuk Mine)은 음성군 금왕읍 용계리의 중생대 대보 화강암 화강섬록암 내 석영맥의 금을 채굴하는 광산이다. 무극광산은 1913년 일본인에 의해 개발되어 일제 강점기 동안 상당한 실적을 올렸으며 1943년 채굴이 잠시 중단되었다가 1953년 (주)대명광업이 채굴을 시작하여 약 6,000 kg의 금을 생산하고 1972년 채굴을 중단하였다. 이후 1984년 6월 (주)영풍광업에서 광업권을 인수하여 1987년 1월부터 월 5,500톤의 광석을 생산하였다. 1998년 폐광되었다.

## 단층

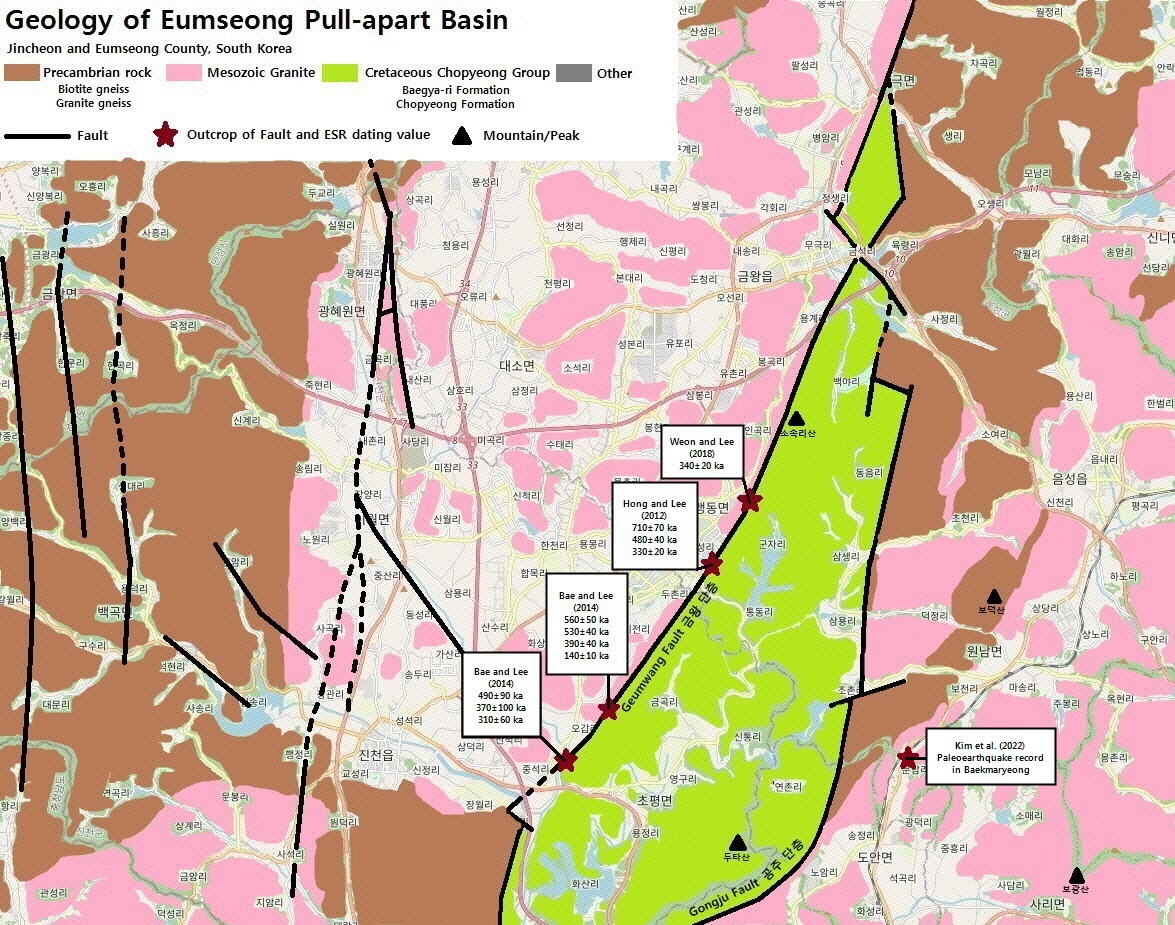
음성 분지와 금왕 단층, 공주 단층

### 음성 분지
음성 분지(陰城盆地, Eumseong Basin)는대한민국 충청북도 음성군 금왕읍~진천군 초평면 지역에서 공주 단층과 금왕 단층을 따라 형성된 중생대 백악기의 퇴적 분지이며 단층에 의해 형성된 주향이동 분지이다. 경상 누층군에 대비되는 중생대 백악기의 퇴적암 지층 초평층군으로 구성된다. 음성 분지는 최대 33 km의 연장과 7 km 폭으로 발달하며 약 140 km2의 면적을 가진다.
음성 분지에 퇴적암이 퇴적된 후 발생한 단층 운동은 음성 분지의 북서쪽 경계부에 발달한 금왕 단층에 집중된 것으로 해석되며 음성 분지 내 퇴적암에 발달한 습곡 구조는 공주 단층보다는 금왕 단층의 좌수향 주향이동 운동의 영향을 받은 것으로 해석된다.

### 금왕 단층
음성 지질도폭(1976)에서는 음성 분지의 퇴적물인 백악기 초평층군과 퇴적암 내에 발달한 북동 30° 주향의 습곡이 확인되었으나 단층은 보고되지 않았다.
홍나리와 이희권(2012)은 음성 분지 북서부 음성군 맹동면 지역에서 금왕 단층의 특성 및 제4기에 발생한 단층 운동의 역사에 대해 연구하였다. 이 지역에서 금왕 단층은 쥐라기 흑운모 화강암과 백악기 퇴적암 초평층군 사이에 발달되어 있다. 금왕 단층은 지하 1~4 km 이상의 깊은 곳에서 형성된 단층이 현재 지표에 드러난, 파쇄암 계열로 이루어진 주향 이동 단층이다. 단층비지를 이용한 ESR 연대측정 결과는 710±70 ka, 480±40 ka, 330±20 ka으로 해당 지역에서는 제4기에 약 20만년 주기로 계속 단층 운동이 발생한 것으로 보고되었다. 이러한 주기성을 가지는 단층 운동 패턴은 역사지진이나 홀로세 지진 활동 자료에서도 나타난다.
음성 분지의 북서쪽 경계에 해당하는 부분에서 쥐라기 흑운모 화강암과 백악기 초평층이 금왕 단층에 의해 접하고 있다. 3개 지점에서 채취한 시료의 ESR 연대측정 결과는 14~56만 년 전의 분포를 보이며 약 71만 년 전에 음성군 맹동면 일대에서, 약 48~56 및 29~39만 년 전에 음성군 맹동면~진천군 덕산읍 일대에서, 약 14만 년 전에 진천군 덕산읍 일대에서 단층 활동이 발생했음을 지시한다. ESR 연대측정 자료에 의하면 금왕 단층의 단층활동이 주향방향을 따라 이동하는 경향을 보인다.
맹동면 쌍정리 일대(N 36°46'~37°02', E 127°28'~127°37')에는 단층비지로 구성된 단층핵이 약 2 m의 폭으로 발달되어 있다. 이 지역에는 북북동 주향의 단층을 기준으로 북서쪽에는 중생대 백악기의 화강암이, 남동쪽에는 음성 분지의 퇴적층 초평층군이 분포한다. ESR 연대측정 결과는 약 33만 년 전이다. 진천군~음성군 일대 금왕단층의 남서 말단부에서의 제4기 단층운동 패턴은 활동기와 비활동기로 나누어지며, 약 33만 년 전 이후에는 단층비지의 재활동이 일어나지 않은 것으로 추정된다.
오종현(2023) 등은 단층과 같은 지질학적 요소들이 지하수에 미치는 영향을 알아보기 위해 금왕 단층과 공주 단층이 지나는 음성 분지 일대의 지하수를 조사하였다. 그 결과 단층들이 지하수의 유동통로 역할을 잘 하지 못하는 것으로 나타났으며, 양산 단층에서의 연구 결과를 바탕으로 양산 단층과 같은 활성단층들과는 달리 해당 지역의 공주 단층과 금왕 단층은 현재 거의 유의미한 활동을 보이지 않아 지하수가 유동할 수 있는 공간이 상대적으로 적어 단층대를 통한 지하수의 유동이 활발하지 않은 것으로 해석하였다.

## 같이 보기
- 한국의 지질
  - 진천군의 지질
  - 이천시의 지질
  - 여주시의 지질
  - 청주시의 지질
  - 충주시의 지질
  - 괴산군의 지질
  - 대전광역시의 지질
- 음성 분지
- 금왕 단층
- 음성군